# Décès en 1917
Décès
- 1913
- 1914
- 1915
- 1916
- 1917
- 1918
- 1919
- 1920
- 1921

Cet article présente une liste de personnalités mortes au cours de l'année 1917.

Les mois de l'année font également l'objet de listes spécifiques :

## Décès par mois

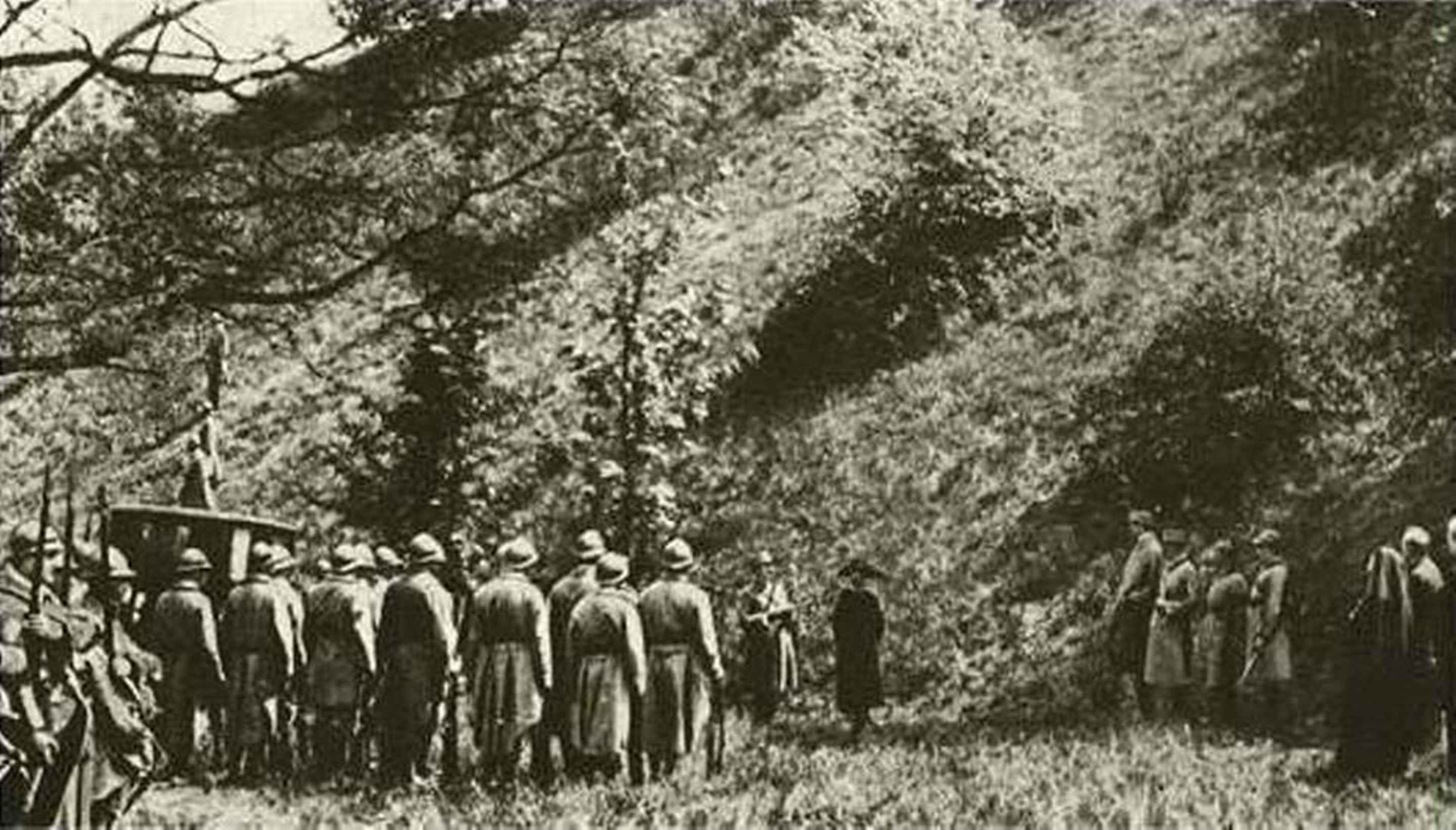
15 octobre : exécution de Mata Hari

### Inconnu
- Henri-Arthur Bonnefoy, peintre français (° 4 avril 1839).
- Vladimir Bourliouk, peintre cubiste russe (° 27 mars 1886).
- Jules-Edmond Cuisinier, peintre et graveur français (° 1857).
- Élodie La Villette, peintre française (° 12 avril 1848).

### Janvier
- 2 janvier : Léon Flameng, coureur cycliste français (° 30 avril 1877).
- 3 janvier : Lubin de Beauvais, peintre et illustrateur français (° 26 mars 1873).
- 4 janvier : Félix Martin, sculpteur et peintre français (° 2 juin 1844).
- 10 janvier :
  - Buffalo Bill (William Frederick Cody), figure mythique de la Conquête de l'Ouest (° 26 février 1846).
  - Henri-Charles Daudin, peintre français (° 6 octobre 1864).
  - Frédéric Marcelin, romancier, essayiste, journaliste, homme politique et diplomate haïtien (° 11 janvier 1848).
- 13 janvier : Joseph Davilmar Théodore, militaire et homme politique haïtien (° 1847).
- 20 janvier : Amédée Bollée, fondeur de cloches, et inventeur français, spécialisé dans le domaine de l’automobile (° 10 janvier 1844).
- 22 janvier : Bérenger Saunière, religieux français (° 11 avril 1852).
- 23 janvier : Luigi Conconi, peintre italien (° 30 mai 1852).
- 27 janvier : Paul Pauthe, peintre français (° 21 février 1850).

### Février
- 5 février : Charles Meissonier, peintre français (° 11 juillet 1844).
- 10 février : John William Waterhouse, peintre britannique (° 6 avril 1849).
- 12 février : Giovanni Sottocornola, peintre italien (° 1er août 1855).
- 13 février : Henry S. De Forest, homme politique américain (° 16 février 1847).
- 16 février :
  - Octave Mirbeau, écrivain français (° 16 février 1848).
  - Giulio Rosati, peintre orientaliste italien (° 1858).
- 17 février :
  - Carolus-Duran, peintre français (° 4 juillet 1837).
  - Tito Lessi, peintre italien (° 9 janvier 1858).
  - Noguchi Shohin, peintre japonaise  (° 25 février 1847).
- 23 février :
  - Pietro Barucci, peintre italien (° 20 avril 1845).
  - Jean Brunet, peintre français (° 15 février 1849).
  - Félix Lafond, peintre, céramiste et conservateur de musée français (° 13 juin 1850).
- 28 février : Thomas Saleh, prêtre maronite libanais, martyr, bienheureux (° 3 mai 1879).

### Mars
- 6 mars :
  - Nikolaï Koulbine, peintre, musicien, mécène, théoricien du théâtre et philosophe russe (° 2 mai 1868).
  - Jules Vandenpeereboom, homme politique belge (° 18 mars 1843).
- 9 mars : Octavius Pickard-Cambridge, prêtre et zoologiste britannique (° 3 novembre 1828).
- 15 mars : Paul Puget, compositeur français (° 25 juin 1848).
- 20 mars : Sophie Cysch, actrice et chanteuse d'opéra suédoise (° 15 octobre 1847).
- 22 mars : Prince Youngsun, homme politique coréen (° 25 juin 1870).
- 25 mars : Spýros Samáras, compositeur grec (° 17 novembre 1861).
- 26 mars : Victor de Carnières, agriculteur, journaliste, homme politique franaçais (° 26 février 1849).
- 30 mars : Fanny Currey, horticultrice et aquarelliste irlandaise (° 30 mai 1848).

### Avril
- 1er avril : Scott Joplin, compositeur de jazz et de ragtime américain (° 24 novembre 1868).
- 6 avril : Marie Baudet, peintre française (° 1er octobre 1864).
- 10 avril : Louis Édouard Fournier, peintre et illustrateur français (° 12 décembre 1857).
- 12 avril : Francis von Bettinger, cardinal allemand, archevêque de Munich (° 17 septembre 1850).
- 14 avril : Ludwik Lejzer Zamenhof, médecin et linguiste polonais, initiateur de la langue internationale équitable espéranto (° 15 décembre 1859).
- 17 avril : Désiré Cornuz, peintre paysagiste français (° 26 mai 1883).
- 23 avril : 
  - Joseph Henri Mensier, général français (° 2 février 1829).
  - Robert Koehler, peintre allemand (° 28 novembre 1850).
- 24 avril :
  - Florentino Ballesteros, matador espagnol (° 11 janvier 1893).
  - Abel Botelho, écrivain portugais (° 23 septembre 1855).
- 27 avril : Teri'inavahoro'a Teha'apapa III de Huahine et Maia'o, dernière reine de Huahine et Maia'o (° 8 août 1879).
- 29 avril : Zygmunt Ajdukiewicz, peintre polonais (° 22 janvier 1861).

### Mai
- 5 mai : Alexandre Séon, peintre symboliste français (° 18 janvier 1855).
- 10 mai : Joseph B. Foraker, homme politique américain (° 5 juillet 1846).
- 11 mai : Andreas Bloch, explorateur, peintre, illustrateur et costumier norvégien (° 29 juillet 1860).
- 14 mai : Gabriel Roby, peintre français (° 2 septembre 1878).
- 16 mai : Fernand Halphen, compositeur français (° 18 février 1872).
- 26 mai : Valéry Müller, peintre, dessinateur, caricaturiste, illustrateur et journaliste français (° 23 avril 1873).
- 28 mai : Raoul Warocqué, capitaliste belge (° 4 février 1870).

### Juin
- 4 juin : Paul Klimsch, peintre et illustrateur allemand (° 15 juin 1868).
- 7 juin : Willie Redmond, homme politique britannique (irlandais) (° 13 avril 1861).
- 9 juin : Gaetano de Martini, peintre italien (° 28 mai 1840).
- 13 juin : Louis-Philippe Hébert, sculpteur (° 27 janvier 1850).
- 16 juin : Dominique-Ceslas Gonthier, dominicain (° 22 septembre 1853).
- 17 juin :
  - Rūdolfs Pērle, peintre letton (° 9 mai 1875).
  - Ernst Stöhr, peintre, poète et musicien autrichien (° 1er novembre 1860).
- 18 juin : Albert-Valentin Thomas, peintre français (° 21 octobre 1869).
- 29 juin : François Schollaert, homme politique belge (° 19 août 1851).
- 30 juin : Antonio de La Gandara, peintre, graveur, lithographe, dessinateur et pastelliste français (° 16 décembre 1861).

### Juillet
- 2 juillet : Herbert Beerbohm Tree, acteur et directeur de théâtre anglais (° 17 décembre 1852).
- 14 juillet : Octave Lapize, coureur cycliste français (° 24 octobre 1887).
- 16 juillet : Philipp Scharwenka, compositeur et pédagogue allemand d’origine tchéco-polonaise (° 16 février 1847).
- 17 juillet : Victor Masson, industriel, peintre et illustrateur français (° 10 mai 1849).
- 30 juillet : Jules Greindl, homme politique belge (° 7 septembre 1835).

### Août
- 10 août : François Lafourcade, coureur cycliste français (° 8 novembre 1881).
- 13 août : Quinto Cenni, peintre, dessinateur et illustrateur italien (° 20 mars 1845).
- 18 août : George L. Rives, homme politique américain (° 1er mai 1849).
- 22 août : Matthijs Maris, peintre néerlandais (° 17 août 1839).
- 27 août : Ion Grămadă, écrivain, historien et journaliste roumain (° 3 janvier 1886).

### Septembre
- 2 septembre : Onorato Caetani, homme politique italien (° 18 janvier 1842).
- 8 septembre : Charles Lefebvre, compositeur français (° 19 juin 1843).
- 9 septembre : Madge Syers, patineuse artistique britannique (° 16 septembre 1881).
- 11 septembre : Georges Guynemer, aviateur français (° 24 décembre 1894).
- 21 septembre : Louis Cottereau, coureur cycliste français (° 11 février 1869).
- 23 septembre :
  - George Bernard O'Neill, peintre de genre irlandais (° 17 juillet 1828).
  - Edvard Westman, peintre suédois (° 16 mai 1865).
- 27 septembre : Edgar Degas, peintre français (° 19 juillet 1834).
- 28 septembre : Jean Michel Prosper Guérin, peintre français (° 23 mars 1838).

### Octobre
- 5 octobre : Guglielmo Ciardi, dessinateur et peintre italien (° 13 septembre 1842).
- 7 octobre : Sergueï Vassilkovski, peintre russe (° 19 octobre 1854).
- 8 octobre : Alphonse Chigot, peintre français (° 23 octobre 1824).
- 9 octobre : Hussein Kamal, sultan égyptien (° 21 novembre 1853).
- 15 octobre : Mata Hari, espionne néerlandaise (° 7 août 1876).
- 23 octobre : Eugène Grasset, graveur, affichiste et décorateur français d'origine suisse (° 25 mai 1845).
- 25 octobre :
  - Hans Olde, peintre allemand (° 27 avril 1855).
  - Jack Standing, acteur anglais (° 10 février 1886).
- 28 octobre : Bruno Chimirri, homme politique italien (° 24 janvier 1842).
- 31 octobre : Gilbert White Ganong, lieutenant-gouverneur du Nouveau-Brunswick (° 22 mai 1851).

### Novembre
- 2 novembre : Maurice Hagemans, peintre belge (° 27 août 1852).
- 3 novembre :
  - Léon Bloy, écrivain français (° 11 juillet 1846).
  - Ernest Jean Chevalier, peintre français (° 20 mars 1862).
- 7 novembre : Themistokli Gërmënji, nationaliste albanais et homme politique de la République de Korça (° 1871).
- 11 novembre : Liliʻuokalani, dernière reine du royaume d'Hawaï (° 2 septembre 1838).
- 15 novembre : Émile Durkheim, sociologue français (° 15 avril 1858).
- 17 novembre : Auguste Rodin, sculpteur français (° 12 novembre 1840).
- 25 novembre : Johannes Grimelund, peintre norvégien  (° 15 mars 1842).

### Décembre
- 3 décembre : Carlo Oriani, coureur cycliste italien (° 5 novembre 1888).
- 7 décembre : Léon Minkus, compositeur autrichien (° 23 mars 1826).
- 8 décembre : Mendele-Mokher-Sefarim, écrivain russe de langue hébraïque et yiddish (° 12 janvier 1836).
- 9 décembre : Henri Roger, homme politique belge (° 25 juillet 1861).
- 10 décembre : Mackenzie Bowell, premier ministre du Canada (° 27 décembre 1823).
- 16 décembre : David-Eugène Girin, peintre français (° 23 décembre 1848).
- 20 décembre : Lucien Petit-Breton, coureur cycliste français (° 18 octobre 1882).
- 21 décembre :
  - Ernest Azéma, peintre français (° 1er août 1871).
  - Wilhelm Trübner, peintre allemand (° 3 février 1851).
- 24 décembre : Francis G. Newlands, homme politique américain (° 28 août 1846).
- 27 décembre : William John Hennessy, peintre irlandais (° 11 juillet 1839).
- 29 décembre : Adam Mez, orientaliste allemand (° 8 avril 1869).
- 31 décembre :
  - Karl Meyer, as de l'aviation allemande de la Première Guerre mondiale (° 29 janvier 1894).
  - Federico Zandomeneghi, peintre italien (° 2 juin 1841).

### Date précise inconnue
- Sardar Assad, révolutionnaire iranien (° 1856).
- Élodie La Villette, peintre française (° 12 avril 1842).